# Kapolcs

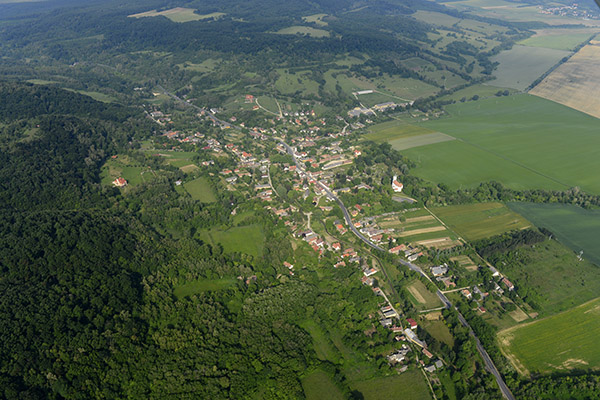
Letecký pohled na Kapolcs

Kapolcs [kapolč] je obec v Maďarsku v župě Veszprém, spadající pod okres Tapolca. Nachází se asi 14 km severovýchodně od Tapolcy a asi 29 km jihozápadně od Veszprému. V roce 2015 zde žilo 374 obyvatel. Dle údajů z roku 2011 tvoří 96,3 % obyvatelstva Maďaři, 8,4 % Romové a 0,3 % Poláci, přičemž 3,5 % obyvatel se ke své národnosti nevyjádřilo.

## Sousední obce
| Růžice kompasu |               | Taliándörögd | Pula          | Růžice kompasu |
| Růžice kompasu |               | Sever        | Vigántpetend  | Růžice kompasu |
| Růžice kompasu | Kapolcs       |              | Vigántpetend  | Růžice kompasu |
| Růžice kompasu | Jih           |              | Vigántpetend  | Růžice kompasu |
| Růžice kompasu | Monostorapáti | Balatonhenye | Balatoncsicsó | Růžice kompasu |